# Regierungsbezirk Berlin
Der Regierungsbezirk Berlin war von 1816 bis 1821 ein Regierungsbezirk in der preußischen Provinz Brandenburg. Im Jahre 1816 hatte er 196.429 Einwohner auf einer Fläche von 76 km². Das Gebiet des ehemaligen Regierungsbezirks liegt heute vollständig im deutschen Bundesland Berlin.

## Geschichte
Zum 25. März 1816 wurden in der Provinz Brandenburg des Königreichs Preußen die drei Regierungsbezirke Berlin, Potsdam und Frankfurt eingerichtet. Der Regierungsbezirk Berlin umfasste
- die eigentliche Stadt Berlin, damals noch abgegrenzt durch ihre Zollmauer
- Moabit
- Wedding
- Gesundbrunnen, damals noch Luisenbrunnen genannt
- Boxhagen
- Rummelsburg
- Stralau
- die Hasenheide
- das Gebiet der späteren Tempelhofer Vorstadt
- das Gebiet der späteren Schöneberger Vorstadt und
- den Großen Tiergarten.[2]

Aus Kostengründen wurde der Regierungsbezirk Berlin bereits zum 1. Januar 1822 wieder aufgelöst und in den Regierungsbezirk Potsdam der Provinz Brandenburg eingegliedert. Die Stadt Berlin wurde zunächst direkt dem preußischen Innenministerium unterstellt. Die Vororte nördlich der Spree verblieben im Landkreis Niederbarnim und die Vororte südlich der Spree im Landkreis Teltow-Storkow. Zum 17. November 1828 wurde die Stadt Berlin der Bezirksregierung in Potsdam unterstellt und damit als kreisfreie Stadt in den Regierungsbezirk Potsdam inkorporiert.